# Hercules (jeu vidéo, 1984)
Pour les articles homonymes, voir Hercules.
Hercules est un jeu vidéo de plates-formes développé par Steve Bak et édité par Interdisc, édité par Alpha Omega, édité par Power House, sorti en 1984 sur Acorn Electron, BBC Micro, Commodore 16, Commodore 64, Commodore Plus/4 et ZX Spectrum.

## Accueil
- Commodore User : 4/10[1]